# Kettős ügynök
A kettős ügynök az a személy, aki két vagy több titkosszolgálat részére folytat hírszerző tevékenységet. Ez az elnevezés független attól, hogy az illető az egyik vagy az összes megbízójának hivatásos tisztje, kémhálózatának beszervezett tagja vagy csak alkalmi megbízottja.
A kettős ügynöki tevékenység sokféleképpen alakulhat ki. A legegyszerűbb esetek közé tartozik, amikor egy titokbirtokos anyagi okokból több külföldi szolgálatnak is eladja ugyanazt az információt. A másik véglet az, amikor az egyik titkosszolgálat éveken át arra készíti fel egy emberét, hogy az beépüljön a másik fél titkosszolgálatába és onnan szerezzen információkat. Gyakran úgy válnak kettős ügynökké kémek, hogy az ellenfél felfedi tevékenységüket és arra kényszeríti őket, hogy attól fogva már az ő érdekükben tevékenykedjenek, például hamis információkat továbbítsanak.
A kettős ügynökök motivációi gyakran egyszerűen anyagiak, de a hírszerzés története sok olyan esetet ismer, amikor a leendő kém már ifjúkorában szembekerül saját országa társadalmi rendszerével és tudatosan készül az ellene folytatandó tevékenységre. Más esetekben pedig az aktív hírszerző ideológiai meggyőződése változik meg tevékenysége során annyira, hogy átáll a másik oldalra.

## Híres kettős ügynökök
A hírszerzés, azaz a kémkedés – amit hagyományosan a második legősibb mesterségnek tartanak (a prostitúció után) – története a kezdetektől fogva gazdag kettős ügynökökben is. Közülük néhány ismert személy:
- Alfred Redl
- Mata Hari
- Cambridge-i ötök
- George Blake
- Belovai István